# Jogos Paralímpicos de Verão de 2028
Os XVIII Jogos Paralímpicos de Verão, também chamados de Jogos Paralímpicos de Los Angeles 2028 ou mais comumente Los Angeles 2028, (em inglês: 2028 Summer Paralympics ou simplesmente LA28 Paralympic Games) será um evento multiesportivo dirigido à atletas com deficiência, organizado pelo Comitê Paralímpico Internacional (CPI), com sede em Los Angeles, Califórnia, Estados Unidos, originalmente agendado para 4 e 17 de setembro de 2028. Posteriormente, foi remarcado para 22 de agosto a 3 de setembro, e no final ficou fixado 15 a 27 de agosto.

## Eleições
Como parte de um acordo formal entre o Comitê Paralímpico Internacional e o Comitê Olímpico Internacional (COI) estabelecido pela primeira vez em 2001, o vencedor da candidatura para os Jogos Olímpicos de Verão de 2028 também deve sediar os Jogos Paralímpicos de Verão de 2028.
Devido a preocupações com a retirada de várias cidades do processo de candidatura dos Jogos Olímpicos de Inverno de 2022 e dos Jogos Olímpicos de Verão de 2024, um processo para conceder os Jogos de 2024 e 2028 simultaneamente às duas últimas cidades na disputa dos Jogos Olímpicos de Verão de 2024 (Los Angeles e Paris) foi aprovado em uma Sessão Extraordinária do COI em 11 de julho de 2017, em Lausanne, Suíça. Paris foi considerada a sede ideal dos Jogos de 2024. Em 31 de julho de 2017, o COI anunciou Los Angeles como a única candidata aos Jogos de 2028, deixando Paris para ser confirmada como anfitriã dos Jogos de 2024. Ambas as decisões foram ratificadas na 131ª Sessão do COI em 13 de setembro de 2017.

## Locais de competição
De acordo com o site oficial.
Em 22 de junho de 2024, foram anunciadas algumas alterações no plano original. A natação deixaria o Dedaux Field e passaria a acontecer no Long Beach, enquanto que o Hipismo deixaria o Sepulveda Basin e iria ao Galway Downs, enquanto que o Remo e a Canoagem deixariam o Lake Perris e iriam ao Long Beach Marine Stadium e o Basquetebol em Cadeira de Rodas deixaria a Crypto.com Arena (conhecida como L.A Arena durante os jogos) e passaria para o Intuit Dome. Já o tiro desportivo passaria a acontecer fora de Los Angeles.

## Os jogos
O programa inicial de 22 modalidades esportivas foi ratificado em reunião do conselho diretivo do IPC em janeiro de 2023, sem alterações em relação ao programa das Paralimpíadas de Verão de 2024. Um recorde de 33 esportes solicitaram inclusão nos Jogos. O IPC selecionou a Paraescalada e o Parasurfe como novos eventos que podem ser avaliados para possível inclusão pelo comitê organizador do LA28. Em junho de 2024, LA28 anunciou que havia proposto ao IPC a inclusão da Paraescalada, sendo aprovada no dia 26 do mesmo mês.
- Atletismo
- Badminton
- Basquetebol em cadeira de rodas
- Bocha
- Canoagem
- Ciclismo  (estrada e pista)
- Escalada
- Esgrima em cadeira de rodas
- Futebol de 5
- Goalball
- Hipismo
- Judô
- Levantamento de peso
- Natação
- Remo
- Rugby em cadeira de rodas
- Taekwondo
- Tênis de mesa
- Tênis em cadeira de rodas
- Tiro
- Tiro com arco
- Triatlo
- Voleibol sentado

### Cerimônias
Será a segunda edição seguida e a terceira no geral em que as cerimônias de abertura e encerramento não serão no mesmo local, com a inauguração acontecendo no Stadium Inglewood e a extinção no Los Angeles Memorial Coliseum. As novidades foram anunciadas no dia 8 de março de 2025.

## Identidade Visual

Diversas versões de logotipos dos Jogos Olímpicos e Paralímpicos de 2028

Em 1.º de setembro de 2020, o comitê organizador dos Jogos Olímpicos e Paralímpicos de 2028 e o COI, apresentaram em uma cerimônia virtual, o logotipo oficial das competições, que pela primeira vez na história do evento está em movimento, quebrando um protocolo tradicional, tendo diversas variações a partir da letra "A". Os organizadores chegaram a afirmar que o público pode sugerir novos formatos para a letra, que estará em "mudança eterna" durante os próximos oito anos. "Esse emblema é forte e ousado e permite oportunidades infinitas de narrativas. Reflete o espírito de Los Angeles, em constante evolução e olhando ao futuro.", disse Casey Wasserman, porta-voz de Los Angeles 2028. Entre os atletas que já criaram seu "A" estão Adam Rippon, Aidan Kosaka, Alex Morgan, Allyson Felix, Chantal Navarro, Chloe Kim, Ezra Frech, Gabby Douglas, Ibtihaj Muhammad, Jamahal Hill, Lex Gilette, Michael Johnson, Oz Sanchez, Scout Bassett e Simone Manuel.  A multi-vencedora de Grammys, Billie Eilish e a atriz vencedora do Oscar, Reese Witherspoon estão entre os artistas que já colaboraram.